# Свети Василий (Гърнчище)
Вижте пояснителната страница за други значения на Свети Василий.
„Свети Василий“ (на македонска литературна норма: Свети Василиј) е българска възрожденска православна църква в азотското село Гърнчище, в централната част на Северна Македония. Принадлежи към Повардарската епархия на Македонската православна църква.
Църквата е разположена в южния край на селото. Изградена е в XIX век, когато е и изписана, и откогато са и иконите в нея. Към началото на XXI век е в руини.